# Alyson Yamaguti
Alyson Yamaguti (21 de octubre de 1974) es un deportista brasileño que compitió en taekwondo. Ganó una medalla de plata en el Campeonato Mundial de Taekwondo de 1993, y una medalla de bronce en el Campeonato Panamericano de Taekwondo de 1996.

## Palmarés internacional
| Campeonato Mundial      | Campeonato Mundial          | Campeonato Mundial | Campeonato Mundial |
| Año                     | Lugar                       | Medalla            | Categoría          |
| ----------------------- | --------------------------- | ------------------ | ------------------ |
| 1993                    | Nueva York (Estados Unidos) | Medalla de plata   | –54 kg             |
| Campeonato Panamericano |                             |                    |                    |
| Año                     | Lugar                       | Medalla            | Categoría          |
| 1996                    | La Habana (Cuba)            | Medalla de bronce  | –58 kg             |